# Burgstall Alt-Christburg
Der Burgstall Alt-Christburg (polnisch Zamek w Starym Dzierzgoniu) bezeugt eine der frühesten Befestigungen des Deutschen Ordens in Ostpreußen. Zu deutscher Zeit wurde der Ort „Schlossberg“ genannt, heute polnisch, gleichbedeutend: Góra Zamkowa. Koordinaten: 53° 51′ 34,4″ N, 19° 24′ 6,6″ O

## Lage
Der Burgplatz liegt im Wald nördlich des Weilers Schlosshof (Zamek) an Bach Neumühler Sorge (Młyńska Dzierzgoń), einem kleinen Nebenfluss der Sorge (Dzierzgoń).

## Geschichte
Die Burg geht auf eine pruzzische Burg zurück, die der Orden 1234 zu einer eigenen Befestigung ausbaute. Nach dem deutschen Chronisten Peter von Duisburg rührt der Name Christburg vom Zeitpunkt der Eroberung der Burg am Heiligabend durch Ritter des Deutschen Ordens unter Führung von Landmeister Heinrich her. Dies ist wahrscheinlich nur eine Legende, denn die Eroberung der starken Burg erforderte wohl eine Belagerung über mehr als eine Nacht. Plausibel ist, dass der Name Christburg eine eingedeutschte Version der altpreußischen Bezeichnung war, denn 1239 wurde der Ort Kirsberg/Kirsbork erwähnt.
Bereits 1243 wurde die Burg zerstört, und 1247 zog der Orden in das nahe gelegene Christburg, wo eine neue Burg errichtet wurde.

## Merkmale
Die Anlage war ein unregelmäßiges, durch Planken und Pfähle befestigtes Erdwerk, das einen höheren Holz-Erde-Wall trug. Der erhaltene Wall, der den Burghof umgab, ist noch fast 5 m hoch. Der Wall am Ufer der Neumühler Sorge ist noch bis zu 10 m hoch. Auf dem höchsten Punkt des äußeren Walls befand sich ein Turm, dessen Fundamente von deutschen Archäologen entdeckt wurden. Am anderen Ufer der Neumühler Sorge befand sich eine Landzunge mit Abmessungen von 60 × 40 m, wo sich in der frühen Eisenzeit eine Befestigung befand. Dort sind dreifache Wälle und ein Wassergraben nachgewiesen.